# 川瀬裕子
川瀬 裕子（かわせ ゆうこ、1967年2月16日 - ）は、北陸放送（MRO）のアナウンサー。

## 人物
大阪府生まれの三重県名張市育ち。立命館大学文学部卒業後、1989年北陸放送に入社。一時期ディレクター業務などに専念していたが、2013年2月にアナウンスに復帰した。愛称はゆうこりん、ゆうこさん、ゆうこ姐さんなど。

## 現在の担当番組
- おいね★どいね（ラジオ、水曜・火曜パーソナリティー。2018年4月4日 - ）
- 鏡花の時間（ラジオ・毎週日曜9：00-9：15）
- えほんだ！まち３丁目～ラジオ絵本やさん（ラジオ）
- MROショッピングスペシャル「おいね☆こうてまぁ!」（ラジオ、不定期で放送）
- MROニュース（テレビ・ラジオ、随時）
- 局名告知（ラジオ・クロージングのアナウンスを担当）

## 過去の担当番組
- まぜごはん（テレビ）
- 今日も“シャキ”っと（ラジオ）
- 土曜は一気!バリバリトーン（ラジオ）
- 市場ジョッキー（ラジオ）
- 好キっと土曜日!（ラジオ・2008年12月27日まで）
- Oh!　新世界（ラジオ）
- 歌のない歌謡曲（ラジオ）
- 金沢競馬実況中継/予感!快感!金沢競馬（ラジオ）
- げつきんワイド!おいね★どいね（ラジオ、木曜第1部・金曜第1部パーソナリティ）
- イブニングソニック
- MRO旅フェスタ2013　行くならここでしょ!（テレビ、2013年6月23日）
- 石川トヨタHAATグループスポーツスペシャル　金沢マラソン2015（ラジオ、2015年11月15日）
- 石川トヨタHAATグループスポーツスペシャル　金沢マラソン2016（ラジオ、2016年10月23日）
- 石川トヨタHAATグループスポーツスペシャル　金沢マラソン2017（ラジオ、2017年10月29日）
- 絶好調W（テレビ、2018年3月14日）
- 角野達洋・長田哲也のあさ☀ダッシュ!（ラジオ、2018年3月30日付で卒業）
- 科学のチカラにどキット!KITサマーサイエンススクール2018（テレビ、2018年8月29日）‐ ナレーション担当
- MROテレビ開局60周年特番 サンキューMリバディ!（テレビ、2018年12月1日）
- ムフフナイト（ラジオ、2018年10月）
- 川瀬裕子のムフフなイト（ラジオ、2018年11月 - 2019年3月）

## その他
2015年に、TBSがキー局のラジオ・テレビの系列39社の優秀なアナウンサーを評価する「アノンシスト賞」で、「テレビ読みナレーション」部門の最優秀賞を受賞した。 特番『等伯は私である』での、シーンに合った語り口が高く評価された。